# New England Antislavery Society
La New England Antislavery Society (NEAS) venne costituita da William Lloyd Garrison, curatore del settimanale abolizionista The Liberator, nel 1831.

## Storia
Con base a Boston, i membri della NEAS sostenevano l'immediata abolizione della schiavitù, considerata come immorale e contraria ai principi del Cristianesimo. Benché esistessero diverse società abolizioniste in Massachusetts, New York, Ohio, Connecticut e New Jersey, si sentiva la necessità di evitare l'esistenza di organizzazioni antischiaviste tra loro separate. Nel gennaio 1833, Thomas Dalton, presidente del Massachusetts General Colored Association, sostenne con successo una petizione per fondersi con la NEAS. Lo stesso anno, Garrison e Arthur Tappan espansero questa società formando la American Antislavery Society.